# Бернолаково
Бернолаково (слч. Bernolákovo) насељено је мјесто са административним статусом сеоске општине (слч. obec) у округу Сењец, у Братиславском крају, Словачка Република.

## Становништво
| Година:    | 1994. | 2004.   | 2014.    | 2024.    |
| ---------- | ----- | ------- | -------- | -------- |
| Број људи: | 4461  | 4852    | 6147     | 10 151   |
| Разлика:   |       | +8,76 % | +26,69 % | +65,13 % |

| Година:    | 2023. | 2024.   |
| ---------- | ----- | ------- |
| Број људи: | 9896  | 10 151  |
| Разлика:   |       | +2,57 % |

Према подацима о броју становника из 2011. године насеље је имало 5.476 становника.